# Delsey
Das französische Unternehmen Delsey ist in erster Linie als Hersteller von Koffern und Reisetaschen bekannt, produziert aber auch Behältnisse für den Alltag, etwa Umhängetaschen, Aktentaschen, Rucksäcke mit Notebook-Fach und Schulranzen. Das Unternehmen besitzt Niederlassungen in Deutschland, Großbritannien, Benelux, Spanien, Dänemark und Italien. Delsey ist mit rund 6000 Verkaufsstellen in 110 Ländern vertreten und verkauft rund vier Millionen Koffer und Taschen pro Jahr.

## Geschichte
Die Delahaye compagnie wurde 1911 als Hersteller von Kamerataschen, Schreibmaschinen und Plattenspielern gegründet. Nach dem Eintritt der Gebrüder Seynhaeve wurde das Unternehmen 1946 in Delsey umbenannt. Der Name wurde aus den Anfangsbuchstaben der Nachnamen Delahaye und Seynhaeve zusammengesetzt.
In Deutschland ist das Unternehmen seit 1970 mit einer Niederlassung vertreten, der DelSey Reiseartikel und Lederwaren GmbH mit Sitz zunächst in Offenbach am Main, seit 2011 in Hamburg.
1972 brachte Delsey einen neuartigen, rollbaren Hartschalenkoffer namens Trolley auf den Markt. Beim Ausziehen des versenkbaren langen Handgriffs wurden auf der gegenüberliegenden Seite zwei kleine Räder ausgeklappt. Im allgemeinen Sprachgebrauch wurde Trolley zu einer Bezeichnung für rollbare Koffer auch anderer Hersteller (Gattungsbezeichnung).
Im Jahr 2007 übernahm das Management mithilfe von Argan Capital Advisors LLP durch einen Management-Buy-out die Gesellschaft von den bisherigen Eigentümern.